# Битва при Камбре (1918)
Не варто плутати з першою битвою біля Камбре 1917 року
Битва при Камбре (1918) (англ. Battle of Cambrai (1918)), або Друга битва при Камбре — битва військ 1-ї, 3-ї та 4-ї британських армій з військами Німецької імперії під час Стоденного наступу у битві на лінії Гінденбурга Першої світової війни. Битва відбулася у французькому місті Камбре та його околицях між 8 та 10 жовтня 1918 року. У битві було використано багато найсучасніших тактик 1918 року, зокрема танки. У битві взяли участь понад 300 танків, які завоювали значну частину території менш ніж за 36 годин, при цьому британські втрати становили приблизно на 2000 більше, ніж німецькі, що було незначним порівняно з попередніми етапами війни.

## Історія
Друга битва при Камбре відбулася 8-10 жовтня 1918 року, якій передували серйозні бойові дії, що відбулися за тиждень до цього навколо Камбре. Це була вирішальна перемога союзників, які продовжували проривати потужну оборону німецької армії по лінії Гінденбурга.
Камбре нерозривно пов'язаний з Першою світовою війною. Саме тут у листопаді 1917 року британська армія розпочала одну з перших у світі масових танкових атак: важливу подію в розвитку загальновійськової війни.
До складу військ Співдружності, що вели бої за Камбре, входили 1-ша, 3-тя та 4-та британські армії під командуванням генералів Генрі Горна, сера Генрі Роулінсона та сера Джуліана Бінга відповідно.
Ці армії наполегливо просувалися вперед, щоб прорвати німецькі лінії, і, незважаючи на важкі втрати, продовжували свій наступ до осені 1918 року.
У складі трьох армій перебували численні корпуси, полки та дивізії. Поряд з британськими частинами, серед яких були 56-та (1-ша Лондонська) дивізія, 38-ма (Валлійська) дивізія та 63-тя морська дивізія, серед іншого, були підрозділи з усієї Британської імперії. Наприклад, Новозеландська дивізія воювала під командуванням 3-ї армії, тоді як весь Канадський експедиційний корпус генерала сера Артура Каррі входив до складу 1-ї армії Горна. Канадський корпус брав участь в одних з найзапекліших боїв Стоденного наступу.
Австралійський корпус, який раніше зазвичай був в авангарді, не брав участі у битві, після того, як австралійці фактично перебували на передовій протягом місяців, вони були виведені з військ після перемоги на каналі Сен-Квентін. Також була присутня американська 30-та дивізія, яка входила до складу 4-ї армії Роулінсона.
Для проведення наступальної операції на Камбре союзникам вдалося зібрати понад 300 танків, що повторювало події трохи менше року тому.
За розвідувальними даними, до жовтня 1918 року в Камбре та його околицях перебувало близько 180 000 німецьких військ, хоча оборона самого міста була порівняно слабкою. Наприклад, німецькі захисники міста налічували лише символічну силу зі 150 артилерійськими гарматами. Шлях до Камбре був насичений німецькими оборонними спорудами. Перший етап битви мав зосередитися на розчищенні підступів до самого Камбре. Переплетені штучні канали перетинали ландшафт, створюючи багато складних переходів, особливо через вражаючий канал Нор. Досвід у Сен-Кантені показав, наскільки грізними можуть бути ці перешкоди, але також те, що їх можна подолати. Крім того, німецькі захисники навмисно затопили землю на підходах до каналу.
Атакуючі сили з 324 союзних танків, підтриманих піхотою та авіацією, виявилися непереборною силою для німецьких захисників. Лінію Гінденбурга знову було прорвано. Сам Камбре був оточений. Три британські армії, що атакували в цьому секторі, виконали бездоганну роботу, заманивши в пастку та розгромивши німецькі сили, що їм протистояли. 8 жовтня 2-га канадська дивізія увійшла до Камбре. Опір був, м'яко кажучи, спорадичним. Залишивши операції з зачистки 3-й канадській дивізії, 2-га швидко просунулася на північ.
3-тя дивізія дісталася Камбре лише 10-го числа. Коли вони увійшли до міста, то виявили, що його вулиці моторошно тихі. Німецькі захисники пішли двома днями раніше, а 2-га канадська дивізія переслідувала їх.
Загалом, канадці втратили лише 20 осіб при захопленні міста Камбре.